# 藤原輔子

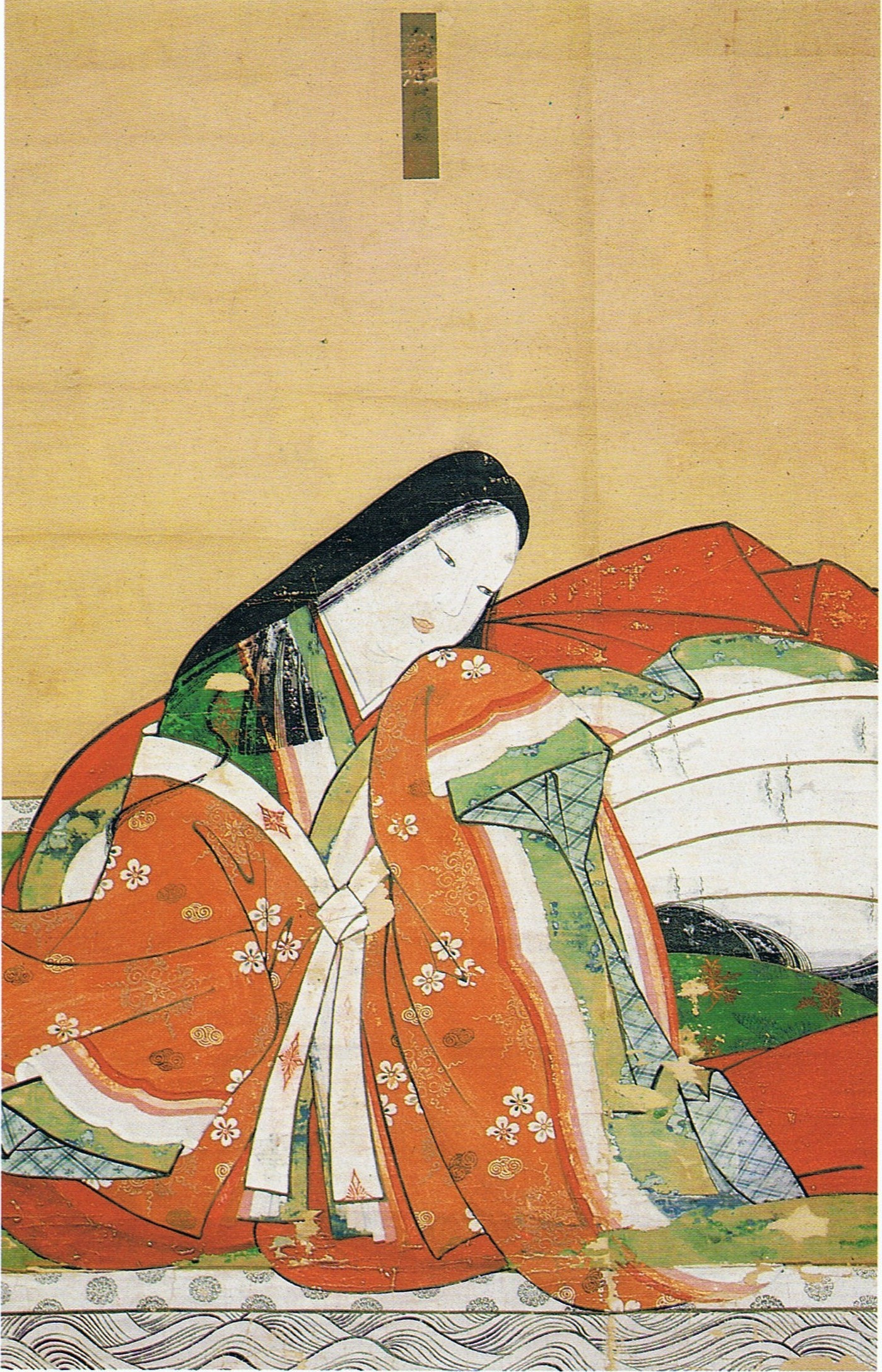
大納言典侍像　赤間神宮所蔵

藤原 輔子（ふじわら の ほし/すけこ、生没年不詳）は、平安時代後期の女官。大納言藤原邦綱の次女。母は藤原公俊の娘。平重衡の妻。

## 生涯

### 生い立ち
『平家物語』には藤原伊実（惟実）（鳥飼中納言）の娘で、藤原邦綱の養女となったとあるが、『尊卑分脈』や『愚管抄』の記述から邦綱の実子と考えられている。平清盛の子の重衡の妻となり、後に安徳天皇の乳母をつとめ、従三位典侍・大納言典侍（大納言佐）と称した。
治承・寿永の乱が起こると夫の重衡は平家の将軍として転戦し、その戦いの中で治承4年（1180年）に蜂起した興福寺、東大寺を攻撃して堂塔伽藍を焼き払い、東大寺盧舎那仏像を焼失させてしまう（南都焼討）。
寿永2年（1183年）に平家が源義仲に敗れると、重衡とともに都落ちした。寿永3年（1184年）2月、一ノ谷の戦いで平家は源範頼・義経に大敗し、重衡は捕えられてしまった。重衡は京へ送られ、後白河法皇は重衡の身柄と都落ちの際に平家が持ち去った三種の神器との交換を試みる。平重国が使者となって讃岐国屋島の平家の本営へ向かうことになり、重衡は罪人の身で書状は書けないので口頭で「旅の空でも、あなたは私を慰めました。こうして別れてしまってどんなに悲しいことだろうか『契は朽ちないもの』と言います。どうか、来世でも必ず逢いまみえましょう」と妻への伝言を頼み重国は涙ぐんだ（『平家物語』）。
結局、平家の総帥宗盛は交換を拒否し、重衡は鎌倉へ送られた。元暦2年（1185年）3月、壇ノ浦の戦いで平家は滅亡し、輔子は他の女たちとともに入水するが助け上げられ捕虜となった。戦後は山城国日野（京都市伏見区）に住む姉の邦子（大夫三位）の居所に隠棲した。

### 重衡との再会と別れ
重衡は南都大衆からひどく憎まれており、源頼朝に引き渡しを要求していた。同年6月に源頼兼の護送のもとで鎌倉を出立し奈良へ送られた。
罪人なので京には入らず、大津から山科を経てる醍醐路を通り、日野の近くに差しかかった時、重衡は護送の武士に「私には子がないので思い残すことはないのですが、この近くに妻がおりますので今一度対面して後生のことなど申し伝えておきたいのです」と最後の情けを願い、武士たちも涙してこれを許した。屋敷まで来て人に呼びにやらせると輔子は駆けつけて重衡と対面した。
輔子は「夢かうつつ（現実）か」と涙を流して招きいれ、重衡はこれまでのことを物語りして、出家して髪を残したいがそれも叶わないのでと額に垂れた髪をひと房噛み切って輔子に渡し形見とした。輔子は「（壇ノ浦で）入水して死ぬべき身でありましたが、貴方が生きていると聞き、今一度お姿を見ることもあるかもしれないと願い生き長らえてきました」と涙を流した。輔子は重衡を白の狩衣に着替えさせ、それまで着ていたものも形見とし、最後に別れの歌を交わした。

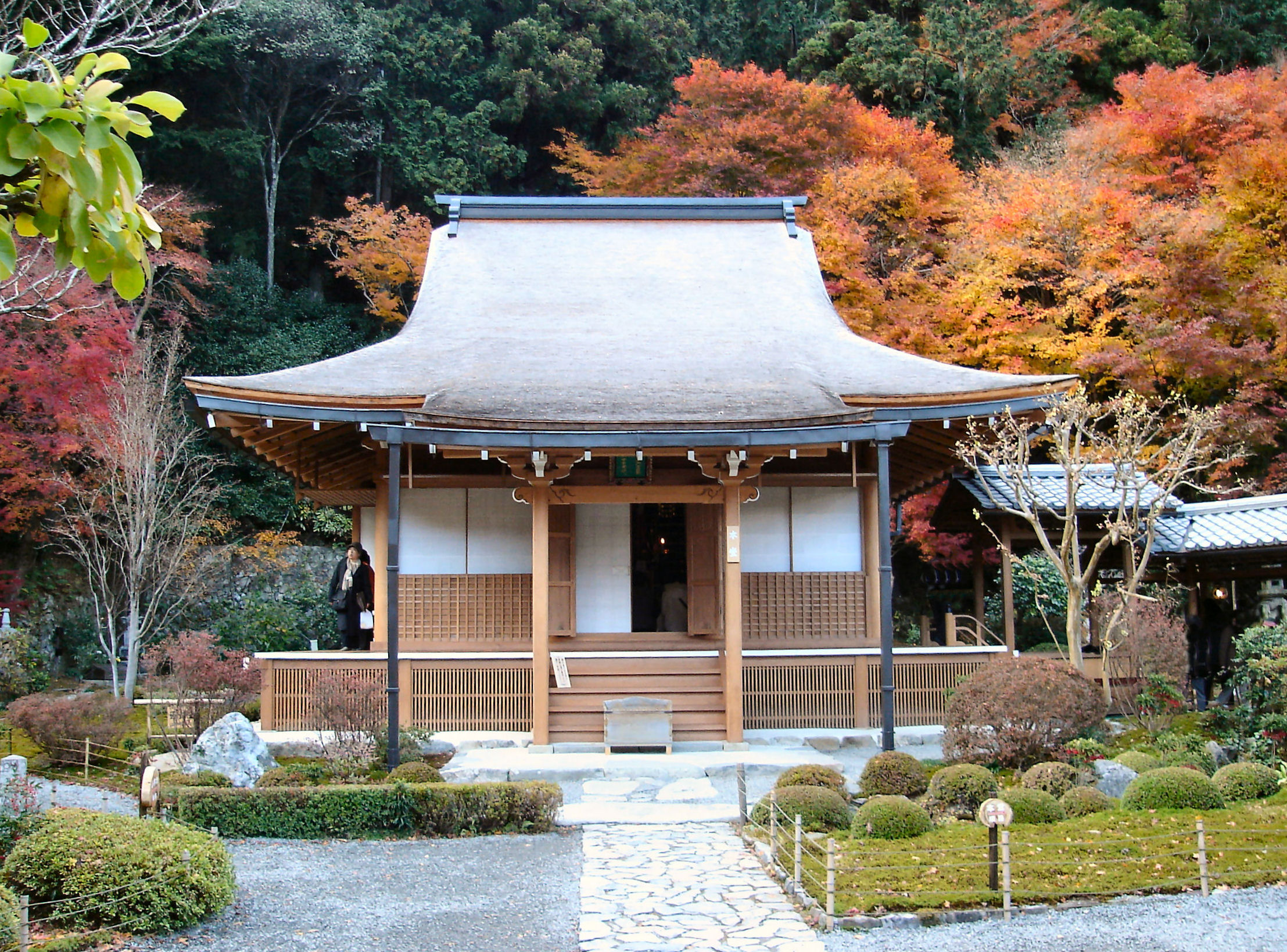
輔子が晩年を過ごした寂光院

重衡は「契りあれば来世にあってもまた逢えるでしょう」と言い残して、立ち去った。
輔子は後を追おうとしたが叶うことではなく、大声で泣き伏し、その声を聞いて重衡は駒を進めることもできずに泣き、なまじ逢うべきではなかったかと後悔もした。
重衡は東大寺の使者に引き渡され、木津川の川べりで斬首され、般若寺門前で梟首された。
重衡と輔子との再会と別れは『平家物語』の重要な場面の一つとなっている。

### その後
輔子は夫の亡骸を日野の地に持ち帰り、荼毘に付して供養した後、高野山に納めた。
その後、自身も出家して重衡の菩提を弔い、大原寂光院の建礼門院（平徳子）に仕えた。『平家物語』の終末の部分、大原御幸の巻で建礼門院とともに薪と蕨を拾っているところを後白河法皇と出会っている。そして、最後の六道の巻で建礼門院が極楽往生を遂げる際に阿波内侍とともにこれを看取った。

## 関連作品
テレビドラマ
- 『新・平家物語』（1972年、NHK大河ドラマ 、役名：佐ノ局（すけのつぼね）、演：南風洋子）
- 『義経』（2005年、NHK大河ドラマ、演：戸田菜穂）

アニメ
- 『平家物語』（2021年、FOD; 2022年、フジテレビ他 、声：河瀬茉希）